# Elite Hotel
Albums de Emmylou Harris
Pieces of the Sky
(1975) Luxury Liner
(1977)
Elite Hotel (1975) est le 3e album solo de la chanteuse américaine de country rock, Emmylou Harris.
C'est le second album de Emmylou Harris diffusé en 1975, après Pieces of the Sky. Il a été 1er au classement des albums de country au Billboard en 1976.
Elle interprète plusieurs reprises, dont trois chansons de Gram Parsons, son ancien compagnon et membre des Flying Burrito Brothers qui est décédé en 1973 : "Sin City", "Ooh Las Vegas" et "Wheels".

## Titres de l’album
1. "Amarillo" (Emmylou Harris/Rodney Crowell) – 3:05
2. "Together Again" (Buck Owens) – 3:56
3. "Feelin' Single, Seein' Double" (Wayne Kemp) – 2:34
4. "Sin City" (Gram Parsons/Chris Hillman) – 3:57
5. "One of These Days" (Earl Montgomery) – 3:03
6. "Till I Gain Control Again" (Rodney Crowell) – 5:40
7. "Here, There, and Everywhere" (John Lennon/Paul McCartney) – 3:59
8. "Ooh Las Vegas" (Gram Parsons/Ric Grech) – 3:47
9. "Sweet Dreams" (Don Gibson) – 4:03
10. "Jambalaya (On The Bayou)" (Hank Williams) – 3:05
11. "Satan's Jewel Crown" (Edgar L. Eden) – 3:13
12. "Wheels" (Chris Hillman/Gram Parsons) – 3:13

## Musiciens
- Emmylou Harris - voix guitare
- Hank DeVito - pedal steel
- James Burton - guitare
- Herb Pedersen - banjo, voix
- Glen D. Hardin - piano
- Emory Gordy Jr. - guitare basse, voix
- John Ware - batterie
- Brian Ahern - guitare, guitare basse
- Mickey Raphael - harmonica
- Linda Ronstadt - voix
- Dianne Brooks - voix
- Fayssoux Starling - voix
- Bernie Leadon - guitare, voix
- Byron Berline - mandoline
- John Starling - guitare, voix
- Bill Payne - piano
- Rick Cunha - guitare
- Ben Keith - pedal steel
- Ron Tutt - batterie
- Jonathan Edwards - voix
- Amos Garrett - guitare
- Rodney Crowell - guitare, voix
- Mike Auldridge - dobro